# Sacra Parentela (Geertgen tot Sint Jans)
La Sacra Parentela è un dipinto del pittore olandese Geertgen tot Sint Jans, realizzato circa nel 1495 e conservato al Rijksmuseum  di Amsterdam nei Paesi Bassi.

## Storia
Questo dipinto fa parte di un'antica pala d'altare di una Chiesa non meglio specificata, sebbene sia allettante l'accostamento con la  Commanderie van Sint-Jan, in cui Geertgen è noto per aver vissuto e lavorato a Janskerk, Haarlem. La provenienza di questo dipinto risale tuttavia a una vendita a Bruxelles nel 1797, e in effetti l'opera fu acquistata nel 1808 con la convinzione si trattasse di opera di Jan e Hubert van Eyck. Fu solo nel 1888 che venne identificato come opera dal maestro di Haarlem. Da allora sono stati fatti diversi tentativi per determinare le origini del dipinto. Nel suo Libro della Pittura tradotto, Hessel Miedema riferisce come Geertgen muoia in un periodo che va dal 1486 al 1492, mentre la dendrocronologia recente sembra porre il dipinto intorno al 1496. Il dipinto ha molti dettagli e similitudini con il Lazarus del 1445 di Albert van Ouwater. Inoltre, il pavimento piastrellato è molto simile a quello di un dipinto contemporaneo del Maestro di Alkmaar.

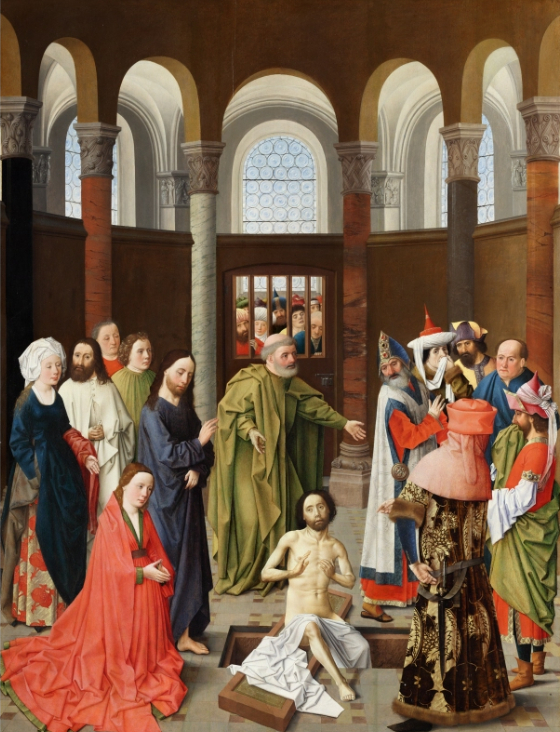
Pavimento piastrellato e colonne sono simili - circa 1445
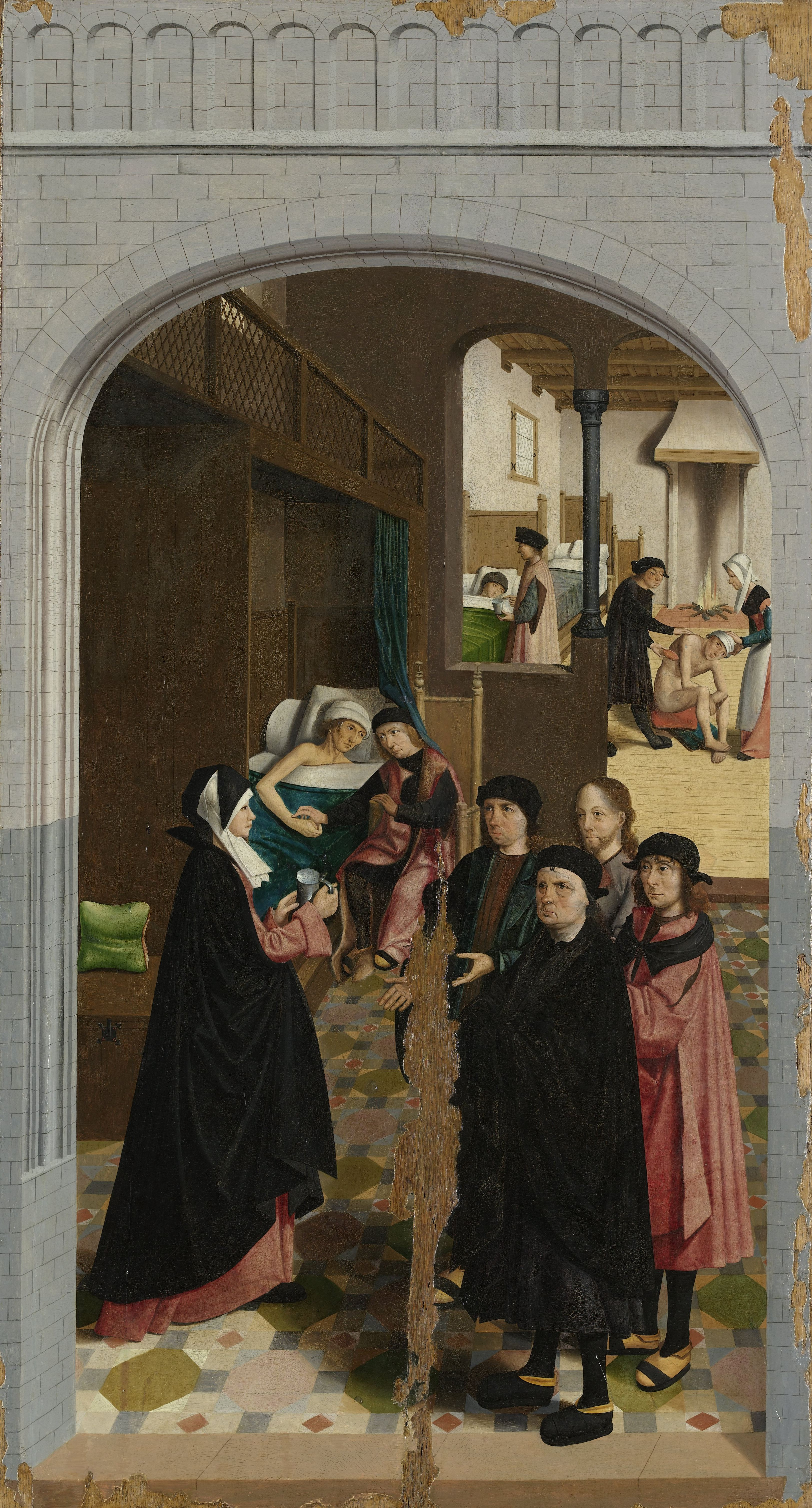
Un altro pavimento piastrellato simile  - circa 1504

### Mostre ed esibizioni

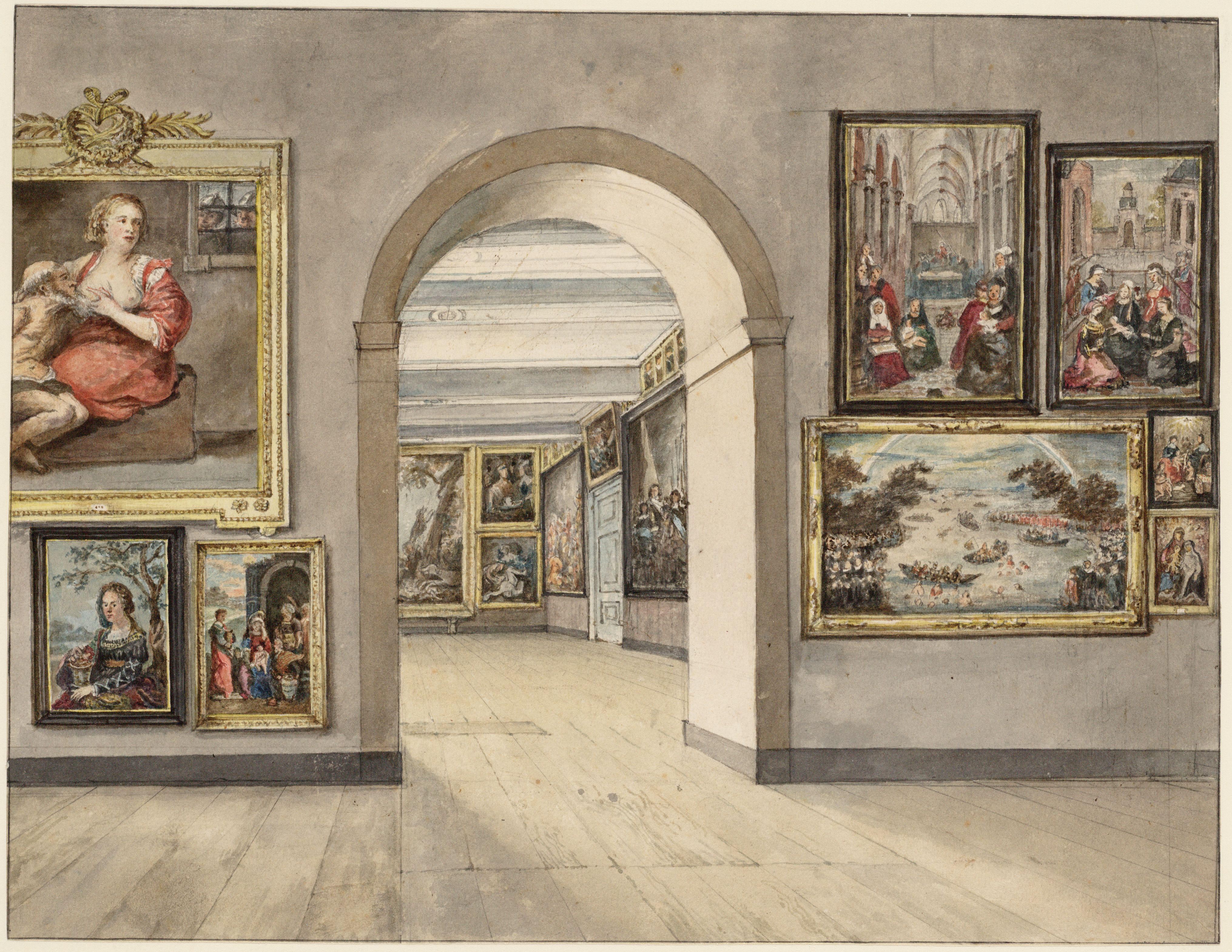
Il dipinto si può scorgere appeso in uno schizzo del XIX secolo della galleria del Trippenhuis prima che la collezione venisse spostata nella posizione attuale nel 1885.

Questo dipinto è stato considerato uno dei capolavori della collezione da quando è stato acquistato nel 1808 ed è stato incluso in tutti i cataloghi del Rijksmuseum . È stato oggetto di una mini-mostra durata 17 anni trascorsi tra il 1983 e il 2000: durante tale periodo si è anche provveduto a ripristinare 12 centimetri di danni d'acqua nella sua parte inferiore.

## Descrizione
La Sacra Parentela mostra la Madonna col Bambino al centro insieme a Santa Elisabetta e Giovannino in posizione leggermente più prominente e al centro destra. I membri della "parentela" sono stati anche identificati come Sant'Anna per via del libro sulla sinistra e come il marito Gioacchino dietro di lei: dietro a quest'ultimo sarebbe rappresentato San Giuseppe mentre tiene un giglio verso la moglie come simbolo dell'Immacolata Concezione. Sono identificabili i tre giovani cugini dei bambini, ovvero i futuri discepoli Simone lo Zelota, Giacomo Maggiore e Giovanni, intenti a versare il vino in un calice al centro del dipinto: un chiaro riferimento all'Eucaristia.
Al di là di questi una scultura che rappresenta il sacrificio di Abramo del figliolo Isacco sull'altare è - in realtà - l'immagine di Dio e del Sacrificio di Gesù. Un giovane Giuda Taddeo è intento ad accendere le candele del cancello del coro. Sulle porte della porta del coro si trovano gli altri due mariti di Sant'Anna, padri delle altre due Marie, che si trovano dietro a Santa Elisabetta.